# Мухаммед ульд аш-Шейх аль-Газуані
Мухаммед ульд аш-Шейх аль-Газуані  (араб. محمد ولد الشيخ محمد أحمد ولد الغزواني, фр. Mohamed Ould Ghazouani; нар. 31 грудня 1956, Бумдід, Асаба, Мавританія) — мавританський генерал і політичний діяч. На виборах 22 червня 2019 року обраний президентом Мавританії, обійняв посаду 1 серпня 2019 року.
Газуані був генеральним директором з питань національної безпеки і начальником штабу Збройних сил Мавританії (2008 — 2018 роки).. Міністр оборони Мавританії з жовтня 2018 року по березень 2019 року. Близький соратник президента Мохамеда ульд Абдель Азіза.

## Біографія
Газуані народився у Бумдіді, район Асаба 31 грудня 1956 року. Належить до відомої суфійської сім'ї в Мавританії. Син духовного лідера племені мурабітів Ідейбуссат. Одружений з Маріам Мінт Мохамед Вадхель ульд Да. Має п'ятеро дітей.

## Військова служба
Служив у мавританській армії з кінця 1970-х років. Потім навчався як офіцер в Марокко. Отримав ступінь бакалавра, магістра в галузі адміністрування та військових наук, а також здобув кілька військових сертифікатів і курсів.
Газуані є соратником президента Мохаммеда ульд Абдель Азіза. В 2005 році входив до військової ради, яка повалила президента Маауя ульд Сіді Агмед Тая. В 2008 році як союзник Мохаммеда ульд Абдель Азіза брав участь у поваленні президента Сіді ульд Шейх Абдаллахі.

## Політична кар'єра
У жовтні 2018 року президент Мохамед ульд Абдель Азіза призначив Газуані міністром оборони Мавританії. 
.
1 березня 2019 року Газуані оголосив про свою участь в президентських виборах, прагнучи замінити президента Абдель Азіза. 15 березня 2019 року подав у відставку з посади міністра оборони для участі у виборах. 22 червня 2019 здобув перемогу на виборах, отримавши 52% голосів виборців в 1-му турі, і став обраним президентом Мавританії.